# Primo F. Martínez de Ballesteros
Primo F. Martínez de Ballesteros fue un ilustrado y afrancesado español nacido en Logroño en 1745. Falleció en Saint Esprit, cerca de Bayona, en 1830. 
Expatriado de España a raíz de la expulsión de los jesuitas, colgó los hábitos y vivió como exiliado en Bayona, donde trabó amistad con el abate Marchena, Rubín de Celis y otros revolucionarios españoles. 
Adherido a la Revolución francesa, participó activamente en la guerra de los Pirineos entre la España borbónica y la Francia revolucionaria, alcanzando el grado de coronel del ejército francés. 
Tras el fin de las hostilidades, participó en varias conspiraciones y actividades propagandísticas contra el absolutismo de Fernando VII, lo que no le impidió dedicarse a actividades lucrativas, unas lícitas y otras picarescas o abiertamente fraudulentas.
Escribió en 1788 el libro humorístico Memorias de la insigne Academia Asnal, en el que satirizaba a la Real Academia Española y a las figuras reaccionarias de la cultura oficial española. En 1815 se editó el folleto El reino de los Cien Días o causas secretas de la evasión de Napoleón Bonaparte de la isla de Elba. 
Su figura mereció la atención de Menéndez Pelayo y aparece como personaje secundario en El Siglo de las Luces, de Alejo Carpentier.

## Biografía
Primo Feliciano Martínez de Ballesteros nació en Logroño hacia 1745. Según Menéndez Pelayo, 

"su familia era distinguida: su educación esmerada. Sabia bien el latín y hablaba con mucha soltura el italiano y el francés. Era buen músico y tocaba con talento el piano y el órgano".

Ingresó en 1763 en la Compañía de Jesús, haciendo los votos (menores) del bienio en 1765. Cuando, durante el reinado de Carlos III, el conde de Aranda decretó la expulsión de los jesuitas, se hallaba estudiando física en el Colegio de la Compañía en Palencia. Acompañó a sus mentores al exilio en Italia; pero allí "se escapó de la Compañía" en marzo de 1770, siendo sólo "escolar aprobado", es decir, sin haber profesado en la Compañía ni recibido órdenes sagradas.
Si ha de creerse al propio interesado, Martínez de Ballesteros permaneció los siete años siguientes a su expulsión en Italia. Lo que es un hecho cierto es que en 1774 se estableció en la localidad francesa de Bayona, dedicándose al comercio de lanas con España, en colaboración con el negocio de su padre en Logroño. El frustrado jesuita era, según todas las fuentes, un hombre popular en la pequeña ciudad fronteriza, donde mantenía la tertulia festiva "Academia de Asnos de Bayona". En opinión del propio Menéndez Pelayo, 

Hombre ingenioso y de ameno trato, ganó en breve tiempo muchos amigos, a quienes divertía con su gracia para contar anécdotas chistosas, y con sus originales y felices ocurrencias, cuyo gusto sabía variar según la calidad de las gentes con quien trataba.

Las chanzas políticas inevitables en la tertulia, la amargura por el fracaso de sus solicitudes de que se autorizara su regreso a España y, sobre todo, el contacto con Marchena y Rubín de Celis acabaron por politizar a Martínez de Ballesteros.
Al estallar en marzo de 1793 la guerra de los Pirineos, Martínez de Ballesteros tomó activo partido por la Francia revolucionaria, cometiendo lo que Menéndez Pelayo califica de "crímenes de lesa nación", y autores más modernos y menos ideologizados consideran como una simple "reacción antigobierno". En primer lugar, junto con otros exiliados, realizó una exitosa campaña de propaganda escrita en castellano para fomentar la deserción entre las tropas españolas que habían sentado sus reales cerca de la frontera, logrando que dos centenares de soldados borbónicos cambiaran de bando; acción que le valió que el gobierno de Carlos IV pusiera precio a su cabeza, de lo que más tarde se jactaría. Tras las primeras derrotas de las desorganizadas tropas francesas, consiguió permiso para formar con desertores y exiliados españoles una tropa voluntaria que llamó "Falange de Miqueletes", de la que fue nombrado coronel y que financió de su propio bolsillo, llegando a acuartelar unos doscientos hombres en el antiguo convento de las Damas de la Fe de Bayona, donde recibieron instrucción militar e ideológica a cargo de Rubín de Celis. La Falange de Miqueletes no llegó a entrar en combate, por una razón tragicómica. Antes de que estuviera completada su instrucción, estalló una sangrienta reyerta, a raíz de un asunto de faldas, entre los miqueletes españoles y los soldados del 7.º Regimiento de Voluntarios de Burdeos, acampados también en Bayona y que asaltaron el improvisado cuartel de sus correligionarios españoles, la mayor parte de los cuales decidieron tras el incidente volver a pasar la frontera y acogerse a indulto.
Este primer fracaso no desalentó a Martínez de Ballesteros que, ya sin la colaboración de Rubín de Celis, formó, siempre a su costa, una nueva legión, en esta ocasión más mercenaria que política, a la que denominó "Cazadores de Montaña". Como no se le permitiera entrar en combate, y agotados sus recursos, Martínez tuvo que integrar su pequeña tropa en el Ejército de los Pirineos Occidentales, comandado por el general La Bourdonnaye. Éste le reconoció el grado de comandante de batallón y le adjuntó a su Estado Mayor, como intèrprete de lenguas extranjeras.
Pero los vientos de la Revolución no soplaban a favor de Martínez de Ballesteros. Por sus relaciones con los girondinos, al imponerse en octubre de 1793 los miembros radicales de la Montaña, Martínez fue detenido, acusado nada menos que de monárquico y encarcelado cerca de Toulouse. En esta época aciaga de su vida sitúa Menéndez Pelayo la oda que le dedicó su amigo Marchena, con el título "La patria a Ballesteros", de la cual se han conservado sólo tres octavas, que componen un apóstrofe a la Libertad.
Gracias a la caída de Robespierre, Ballesteros obtuvo la libertad en septiembre de 1794 y volvió a Bayona. Manteniendo su grado de Jefe de batallón, fue nombrado intérprete general del Ejército, a las órdenes del general Moncey, con el que pasó a España; pues a la sazón la guerra había dado un giro favorable a las tropas de la Convención, que habían tomado San Sebastián, como pronto lo harían con Bilbao y Vitoria. 
Cuando, a finales de julio de 1795, Godoy firmó con Francia la Paz de Basilea, Martínez de Ballesteros fue destinado con el grado de jefe de Brigada a la región de La Vendée; pero pronto solicitó volver nuevamente a Bayona, donde a finales de ese mismo año obtuvo el mando la 227.ª Compañía de Veteranos. Cuando esta fue disuelta en 1797, Ballesteros obtuvo una modesta pensión como militar retirado y pudo dedicarse por completo a sus negocios laneros con España y a su trabajo como traductor jurado para el tribunal de Bayona. Pero a estas actividades empresariales y profesionales uniría otras políticas, amatorias y fraudulentas dignas de un "protagonista de novela picaresca".
En 1797, aprovechando la venta de bienes eclesiásticos, Ballesteros había adquirido a bajo precio la abadía de Saint Bernard, a las afueras de Saint-Esprit, villa cercana a Bayona, en la margen derecha del Adour. En las naves del convento instaló un próspero negocio, consistente en falsificar "tabaco importado de España" (muy apreciado por los consumidores franceses); tabaco que no era en realidad más que arcilla pulverizada, tostada, coloreada y aromatizada. En 1802 sustituyó este negocio fraudulento por otro no tan lucrativo pero menos arriesgado: la fabricación, también en la abadía, de botellas de vidrio. Con las ganancias legales e ilegales obtenidas, Martínez de Ballesteros se instaló en un lujoso piso del centro de Bayona y, manteniendo su soltería, se entregó a continuos lances amorosos, de los que tuvo al menos una hija natural. Para complementar sus ingresos, no tuvo mejor idea que reabrir la capilla de la abadía, cuyas reliquias la habían convertido en lugar tradicional de peregrinación, y lucrarse con las limosnas de los devotos, que volvieron a acudir en masa. Esta actividad simoníaca dio lugar a un largo enfrentamiento con el Obispo de Bayona, que acabó por retraer a los peregrinos y poner fin al negocio.
Con la abdicación de Fernando VII y la subida al trono de José Bonaparte en 1808 desaparecieron los obstáculos que impedían la vuelta de Ballesteros a España; pero para entonces era demasiado tarde: su avanzada edad (63 años) lo prolongado de su exilio (que desde su expulsión de España con los jesuitas duraba ya más de cuarenta años) y la prosperidad de sus negocios en Bayona hicieron que Martínez de Ballesteros no acompañara a otros exiliados que, como su amigo Marchena, volvieron a España a servir al nuevo régimen napoleónico, convirtiéndose así en lo que se estigmatizaría como "afrancesados".
A pesar de no involucrarse en ella, la Guerra de la Independencia afectó gravemente a los intereses económicos de Ballesteros. La fábrica de botellas de la abadía de Saint Bernard fue completamente destruida en 1814 durante un duelo artillero entre el Ejército napoleónico y la flota inglesa que bloqueaba el puerto de Bayona; como también quedaron arrasadas dos casas de campo que tenía en alquiler. El gobierno francés le indemnizó por la destrucción de la fábrica, pero Ballesteros no volvió a ponerla en funcionamiento, conformándose con vivir de los ingresos que obtenía como traductor jurado, de su pensión militar y de una nueva actividad como contable de un comerciante bayonés.
Con la reinstauración del absolutismo por Fernando VII, Bayona volvió a ser lugar de refugio para exiliados españoles y centro de conjuras liberales, en las que Martínez de Ballesteros aparecía siempre implicado, con mayor o menor fundamento. En abril de 1816 la policía practicó un registro en su domicilio, incautándose de numerosos papeles, entre ellos doscientos ejemplares de un folleto que había escrito y en el que arremetía contra Napoleón tras su fracasado intento de retomar el poder: El reino de los Cien Días o causas concretas de la evasión de Bonaparte de la isla de Elba. Poco después, implicado por un detenido en una de las conspiraciones de Espoz y Mina, e informado el Prefecto de Bayona de que Martínez había hecho imprimir trescientos ejemplares de una canción contra Fernando VII compuesta por él mismo, la policía se presentó de nuevo en su domicilio; pero no encontró allí a Ballesteros, quien por entonces, como medida de prudencia, vivía más tiempo en casa de su anciana sirvienta, en Saint Esprit, o en la de un amigo, en Anglet, que en la suya propia. Enterado de tales pesquisas, Ballesteros se presentó voluntariamente a la Policía, y aunque el Prefecto no era partidario de tomar medidas contra él, por presión del cónsul español fue desterrado en agosto a la ciudad de Pau, no siendo autorizado a volver a Bayona hasta finales de ese mismo año. Todavía en abril de 1817 Ballesteros fue nuevamente detenido en otra redada de refugiados, aunque fue liberado a los cinco días.
A pesar de su avanzada edad, Martínez seguía llevando una activa vida amorosa, que acaso le pasara factura cuando en 1819, en la misma calle en la que vivía su amante -a su vez, esposa de otro exiliado español- cayó fulminado por un ictus cerebral que le dejó paralizado el lado izquierdo del cuerpo y le privó del habla. Aún en esas condiciones, es fama que tuvo arrestos para acariciarle los senos a una joven que se había inclinado sobre él para ayudarle. Quizá fuera este grave achaque de salud (además de la edad, los cuarenta años de residencia en Bayona y su ciudadanía francesa) la razón por la que Martínez de Ballesteros no volvió a España durante el Trienio Liberal, como sí hicieron otros "afrancesados", señaladamente Marchena.
Todavía en 1821, las autoridades francesas volvieron a investigar a Martínez por supuestas actividades revolucionarias, concretamente la entrega de documentos subversivos a un periodista; pero un informe policial descartó su implicación por razones de salud, afirmando que a consecuencia de su ataque no podía seguir una conversación, apenas salía de casa y "en definitiva, está en un estado de completa idiocia".
La Policía francesa minusvaloraba la capacidad de recuperación de un superviviente nato como Ballesteros. Instalado en Saint-Esprit, logró recuperarse de su estado de postración y en 1822 había recuperado el habla y el movimiento, sin que le quedara de su enfermedad otra secuela que una discreta cojera. Desde entonces llevó una vida sosegada y retirada, aunque en enero de 1823 volvió a ser objeto de investigación policial.
Primo Feliciano Martínez de Ballesteros murió en su casa de Saint-Esprit a las cinco de la tarde del 28 de mayo de 1830, a la edad de ochenta y cuatro años. Así consta en su acta de defunción, cuya localización se vio dificultada por una chusca confusión, que a buen seguro habría provocado el regocijo del afectado: el funcionario francés cometió un error de transcripción en el índice del registro, de modo que el nombre que aparece en él es el de un supuesto "Martín Maleteros". Tampoco le habría importado al fogoso Martínez que figurasen en su epitafio las palabras finales que le dedicó su contemporáneo Reynon, señalando que a su muerte fue "muy llorado por las muchachas del pueblo, muchas de las cuales conservaban prendas de su amor".